# Strage del Cinema Eros
La strage del Cinema Eros, conosciuta anche come rogo del Cinema Eros, fu un attentato terroristico di matrice neonazista effettuato dal gruppo Ludwig il 14 maggio 1983 nel cinema Eros Sexy Center di Milano, durante la proiezione del film Lyla, profumo di femmina.
Nella strage persero la vita cinque spettatori e un passante che tentò di salvare le vittime.

## Storia
La strage partì da un incendio doloso appiccato durante la proiezione del film Lyla, profumo di femmina presso il cinema Eros Sexy Center al civico 101 di viale Monza. L'incendio si propagò rapidamente attraverso la tenda di velluto situata all'ingresso della sala cinematografica, causando panico e confusione tra gli spettatori presenti.
Dei trentadue individui presenti in sala, compresi gli assassini, la maggior parte delle persone riuscirono a evacuare in sicurezza attraverso le uscite di emergenza. Purtroppo cinque spettatori e un medico, Livio Ceresoli di quarantasei anni, che passando da quelle parti cercò di soccorrere le vittime, rimasero intrappolati all'interno del cinema. Nonostante i tentativi di salvataggio e le cure mediche, le vittime non sopravvissero alle gravi ustioni riportate e morirono nei giorni successivi all'incidente.

Ciò che rende particolarmente rilevante la strage del cinema Eros è il fatto che si trattò di un atto premeditato, rivendicato da un gruppo neonazista noto come "Ludwig". La responsabilità dell'incendio fu annunciata attraverso un volantino inviato all'agenzia di stampa Ansa di Milano, nel quale il gruppo affermava quanto segue:
"Rivendichiamo il rogo dei cazzi. Una squadra della morte ha giustiziato uomini senza onore, irrispettosi della legge di Ludwig. Per appiccare l’incendio al cinema sono stati usati una tanica e un bidone di plastica ai cui manici sono stati fissati rispettivamente una catenella da lavandino e una fascetta metallica marca Serflex."
Le successive indagini portarono all'identificazione degli autori della strage, Marco Furlan e Wolfgang Abel, due giovani ventenni provenienti da Verona. Nel corso del processo, che si concluse nel 1991, Furlan e Abel furono condannati a ventisette anni di carcere per l'incendio doloso al cinema Eros e per gli altri delitti riconducibili al gruppo Ludwig. Tuttavia, sono state considerate attenuanti, come la semi-infermità mentale.
Nonostante siano state imputate unicamente due persone come responsabili del rogo, la testimonianza del proprietario del cinema riporta la presenza di un terzo componente al momento dell'acquisto dei biglietti, descritto come "basso e tarchiato".